# Mnemomyia mallea
Mnemomyia mallea är en tvåvingeart som först beskrevs av Mario Bezzi 1908.  Mnemomyia mallea ingår i släktet Mnemomyia och familjen svävflugor. Inga underarter finns listade i Catalogue of Life.